# Krai
Krai is een bestuurslaag in het regentschap Lumajang van de provincie Oost-Java, Indonesië. Krai telt 6993 inwoners (volkstelling 2010).